# Fjord de Nuuk
Le fjord de Nuuk (en groenlandais : Nuup Kangerlua) est un fjord de 160 km de long situé dans la municipalité de Sermersooq dans le Sud-Ouest du Groenland. Il s'agit du plus long fjord du détroit de Davis.
Nuuk, la capitale du territoire, est située près de l'embouchure du fjord à l'extrémité d'une péninsule montagneuse.